# 元認識論
元认识论是元哲学的主题和认识论的研究方法。它的目的為构建我们知识的知識以及了解本身的知识。
在元认识论中，有兩種基本研究元认识论的方法：传统的规范认识论和自然认识论。 
传统的认识论一直关注正当性。根据传统的知识模型，命题p是当且仅当 ： 
1. X相信p，
2. p是真的，
3. X有理由相信p

自笛卡尔时代以来，笛卡尔一直试图建立获取真实信念的标准，并確定我们有理由相信的信念。因此，认识论的主要项目就是阐明这种知识概念中的辩证条件，以形成合理的真实信念。 
自然认识论始于20世纪的威拉德·范奥曼·蒯因。他的主張被称为“替代自然主义”。這套理論是要从认识论中删除一切规范性描述。他希望把认识论与经验心理学的理論结合，以使每一个认识论的陈述都被經驗心理陈述所取代。

## 定义
认识论是知识的研究和理论，它包括以下问题：什么是知识？如何获取、测试、存储、修订、更新和检索知識？ 
元認識論的目标是确定不正确的传统假设，或者是迄今为止被忽略的概括范围。然而，尽管认识论通常被视为哲学的一个分支，但它也會以生物学中的例子为例，它们在研究方式上似乎是相關的。